# Tanque Argentino Mediano
Il Tanque Argentino Mediano (TAM) è un carro armato medio argentino.
Nonostante l'Argentina conservi ancora nei suoi depositi un centinaio di carri M4 Sherman, la prima linea dei corazzati è costituita da circa 200 TAM (Tanque Argentino Mediano, carro medio argentino) realizzati localmente su progetto della tedesca Thyssen-Henschel, partendo da una necessità di contenere i pesi intorno alle 30 tonnellate e di affiancargli un mezzo blindato per la fanteria, considerando le caratteristiche geografiche del terreno argentino. Il prototipo venne realizzato in Germania nel 1976. La base di partenza fu il veicolo da combattimento per la fanteria Marder, di cui il TAM mantiene le linee, con uno scafo allungato e la torretta con il pezzo da 105/51 mm situata nella parte centro-posteriore.
Grazie a un motore da 720 cavalli, il rapporto peso/potenza è ancora oggi di tutto rispetto e l'armamento è identico ai carri armati da combattimento di seconda generazione. Le differenze riguardano una protezione più leggera, ma considerando i normali teatri operativi argentini, un MBT da 40 tonnellate sarebbe risultato troppo pesante. La disposizione anteriore del propulsore incrementa la protezione, e il portello posteriore facilita il rifornimento dei proiettili e la fuoriuscita dal mezzo in caso di emergenza. Lo scafo del TAM è stato utilizzato per realizzare un semovente d'artiglieria con la torretta del semovente OTO Melara Palmaria, armata con un pezzo da 155 mm, e il mezzo da combattimento per la fanteria VCTP. I TAM non hanno fatto in tempo a partecipare alla guerra delle Falkland.

## Varianti
- VCAT (Spagnolo: Vehiculo de Combate Antitanque) Veicolo da combattimento controcarro che usa una torretta per il lancio di missili TOW missiles
- VCLM (Spagnolo: Vehiculo de Combate Lanza Misiles) Veicolo da combattimento lanciamissili
- VCDA (Spagnolo: Vehiculo de Combate de Defensa Aerea) Veicolo da combattimento di difesa aerea armato con due mitragliere da 25mm Oerlikon KBA
- VCA 155 (Spagnolo: Vehiculo Combate Artilleria) semovente d'artiglieria
- VCLC-CAL (Spagnolo: Vehiculo de Combate Lanzacohetes-Cohete de Artilleria Ligero) Veicolo da combattimento lanciarazzi - armato con lanciarazzi di artiglieria leggera da 160 mm MAR-160
- VCLC-CAM (Spagnolo: Vehiculo de Combate Lanzacohetes-Cohete de Artilleria Mediano) Veicolo da combattimento lanciarazzi, armato con lanciarazzi di artiglieria mediana da 350 mm MAR-350
- VCTM (Spagnolo: Vehiculo Combate Transporte Mortero) Veicolo da combattimento armato di mortaio
- VCI (Spagnolo: Vehiculo de Combate de Ingenieros) Veicolo da combattimento del genio militare (ingegneri)
- VCPC (Spagnolo: Vehiculo de Combate Puesto de Comando) Veicolo da combattimento con funzioni di comando
- VCA (Spagnolo: Vehiculo de Combate de Ambulancia) Veicolo da combattimento con funzioni di trasporto come ambulanza
- VCCDT (Spagnolo: Vehiculo de Combate Control y Direccion de Tiro) Veicolo da combattimento per il controllo della direzione di tiro
- VC-Amun (Spagnolo: Vehiculo de Combate de Amunicionador) Veicolo da combattimento ad uso trasporto munizioni
- VCRT (Spagnolo: Vehiculo de Combate Recuperador Tanques) Veicolo da combattimento per recupero carri armati
- VCLP (Spagnolo: Vehiculo de Combate Lanza Puentes) Veicolo da combattimento gettaponti
- VCTP (Spagnolo: Vehiculo de Combate Transporte de Personal) Veicolo da combattimento della fanteria